# Arlington Road
Arlington Road (en España Arlington Road: temerás a tu vecino y en Hispanoamérica Intriga en la calle Arlington o Terror en la calle Arlington) es una película de suspenso del año 1999. Trata la historia de un profesor de la Universidad de George Washington que sospecha que su vecino está implicado en un complot terrorista. Las estrellas de esta película son Jeff Bridges, Tim Robbins, Joan Cusack y Hope Davis y fue dirigida por Mark Pellington. Ehren Kruger escribió el guion.

## Argumento
Michael Faraday (Jeff Bridges) es viudo y profesor de historia en la Universidad George Washington, con un hijo de 10 años llamado Grant (Spencer Treat Clark). Un día, Michael se encuentra con un niño que tropieza en medio de una carretera en su vecindario, Brady (Mason Gamble), con horribles heridas en sus manos. Michael lo lleva al hospital y allí conoce a sus padres, Oliver (Tim Robbins) y Cheryl Lang (Joan Cusack), descubriendo que son sus vecinos. Pronto se hacen amigos, y sus hijos se unen a los Discoverers, un grupo al estilo de los Boy Scouts.
De a poco, las acciones de los Lang despiertan sospechas latentes en Michael. Ve planos en la casa de los Lang que no son para el proyecto de construcción que Oliver, un ingeniero estructural, afirma y una carta entregada erróneamente sugiere que mintió sobre dónde asistió a la universidad. Después de que Michael lamenta la falta de contrición del FBI después de que su esposa Leah (Laura Poe), una agente del FBI, fuera asesinada en cumplimiento de su deber, Oliver declara que el gobierno debería ser castigado por sus errores. La novia de Michael, Brooke (Hope Davis), y el ex compañerp del FBI de Leah, Whit Carver (Robert Gossett), descartan las preocupaciones de Michael como paranoia.
Michael lleva a su clase a un campo, el mismo donde su esposa fue asesinada y cuenta la historia de ese día. Michael culpa al FBI por no haber investigado lo suficiente y haber provocado el enfrentamiento con la familia que allí vivía. Los alumnos lucen inquietos.
Oliver le dice a Michael que Grant desea que alguien pueda ser castigado por la muerte de su madre, lo que nuevamente despierta la sospecha de Michael. Descubre en unos archivos que el verdadero nombre de Oliver es William Fenimore y que trató de volar una oficina de correos en Kansas a los 16 años. Michael le cuenta todo esto a Brooke, quien continúa escéptica y decide irse de la casa.
Oliver encuentra a Michael viendo su anuario y enojado, le confiesa que el gobierno se apropió de un lago y terreno con el que su familia subsistía, lo que los llevó a la bancarrota y su padre terminó suicidándose. Con 16 años, William decidió tomar represalias contra el Estado. Con 25 años, William tomó el nombre de su mejor amigo, que falleció a la misma edad, para así esconder su pasado de sus hijos.
Michael parece dejar atrás el asunto. Sin embargo, unos días más tarde, Brooke ve a Oliver intercambiar autos con un extraño en un estacionamiento y lo sigue a un depósito de entrega donde se intercambian varias cajas de metal. Desde un teléfono público, le deja a Michael un mensaje de que sus sospechas pueden haber sido correctas, pero Cheryl la descubre.
Michael se entera de la muerte de Brooke en las noticias, donde parece que murió en un accidente automovilístico. Al día siguiente, Michael descubre inadvertidamente que los mensajes que tenía en su contestador automático habían sido borrados. Sospechando nuevamente, Michael llama a Whit sobre Oliver/William y le pide que revise los registros del FBI y los registros de llamadas a su casa.
Michael visita al padre del difunto Dean Scobee, acusado de volar un edificio federal en St. Louis, desde donde se habían mudado los Lang. El Dr. Scobee está seguro de que su hijo era inocente, ya que 10 niños murieron en el atentado y su hijo jamás atacaría a niños. Michael se convence de que Dean fue un chivo expiatorio cuando lo ve en una foto con Brady, con quien Grant está en un viaje de campo de los Discoverers, y se apresura a buscarlo. Los líderes de la tropa le dicen que Grant fue llevado a casa con Brady. Michael se enfrenta a Oliver en su casa, donde confirma que su grupo mató a Brooke, que tiene secuestrado a Grant  y que no lo liberará a menos que Michael vuelva a su casa y deje de entrometerse.
Al día siguiente, Whit aborda a Michael, afirmando que el FBI no descubrió nada sospechoso sobre Oliver/William o sus conocidos y dice que el mensaje telefónico "perdido" de Michael era de un teléfono público. A la mañana siguiente, Michael sale de su casa, alquila un automóvil con un nombre falso, conduce al teléfono público donde Brooke hizo la llamada telefónica y ve pasar un vehículo de reparto. Lo sigue hasta su depósito, donde ve a algunos hombres que reconoce de la casa de Oliver y de las fotografías de Discoverer, cargando cajas de metal en la camioneta.
Michael sigue la camioneta y se sorprende al ver a Grant en la ventana. Oliver intercepta el auto de Michael y lo golpea, prometiendo matar a Grant. Oliver expone sobre la misión antigubernamental de su grupo y su objetivo actual es el FBI. Michael domina a Oliver y conduce al cuartel general del FBI, llamando a Whit para advertirle.
Michael ve una camioneta de reparto en la puerta del edificio del FBI y la busca ilegalmente en el estacionamiento seguro, pero descubre que es una camioneta diferente y está vacía. Whit le dice a Michael que él es la única persona no autorizada en el edificio. Michael vuelve corriendo a su propio automóvil y descubre una bomba en el maletero segundos antes de que detone. La explosión colapsa parcialmente la sede del FBI, mientras Oliver observa desde la distancia.
Un montaje de clips de noticias, que retratan a Michael como un terrorista que buscaba vengarse del FBI por la muerte de Leah, muestra que los Lang lo han inculpado con éxito. Las declaraciones de los estudiantes de Michael (uno de los cuales es un conspirador) respaldan la historia oficial, dan cuenta de su comportamiento errático y paranoico, e infieren que guardaba un rencor peligroso contra el FBI. Grant, ahora huérfano, se muda con familiares, trágicamente inconscientes de la inocencia de su padre.
En la escena final, Oliver y Cheryl pusieron a la venta su casa y se prepararon para mudarse a otro barrio suburbano.

## Reparto
- Jeff Bridges como Michael Faraday.
- Tim Robbins como Oliver Lang/William Fenimore.
- Joan Cusack como Cheryl Lang/Fenimore.
- Hope Davis como Brooke Wolfe.
- Robert Gossett como Agente Whit Carver.
- Spencer Treat Clark como Grant Faraday.
- Mason Gamble como Brady Lang/Fenimore.
- Stanley Anderson como Dr. Archer Scobee.
- Laura Poe como Agente Leah Faraday.

- Datos: Q675746